# Psalm 22

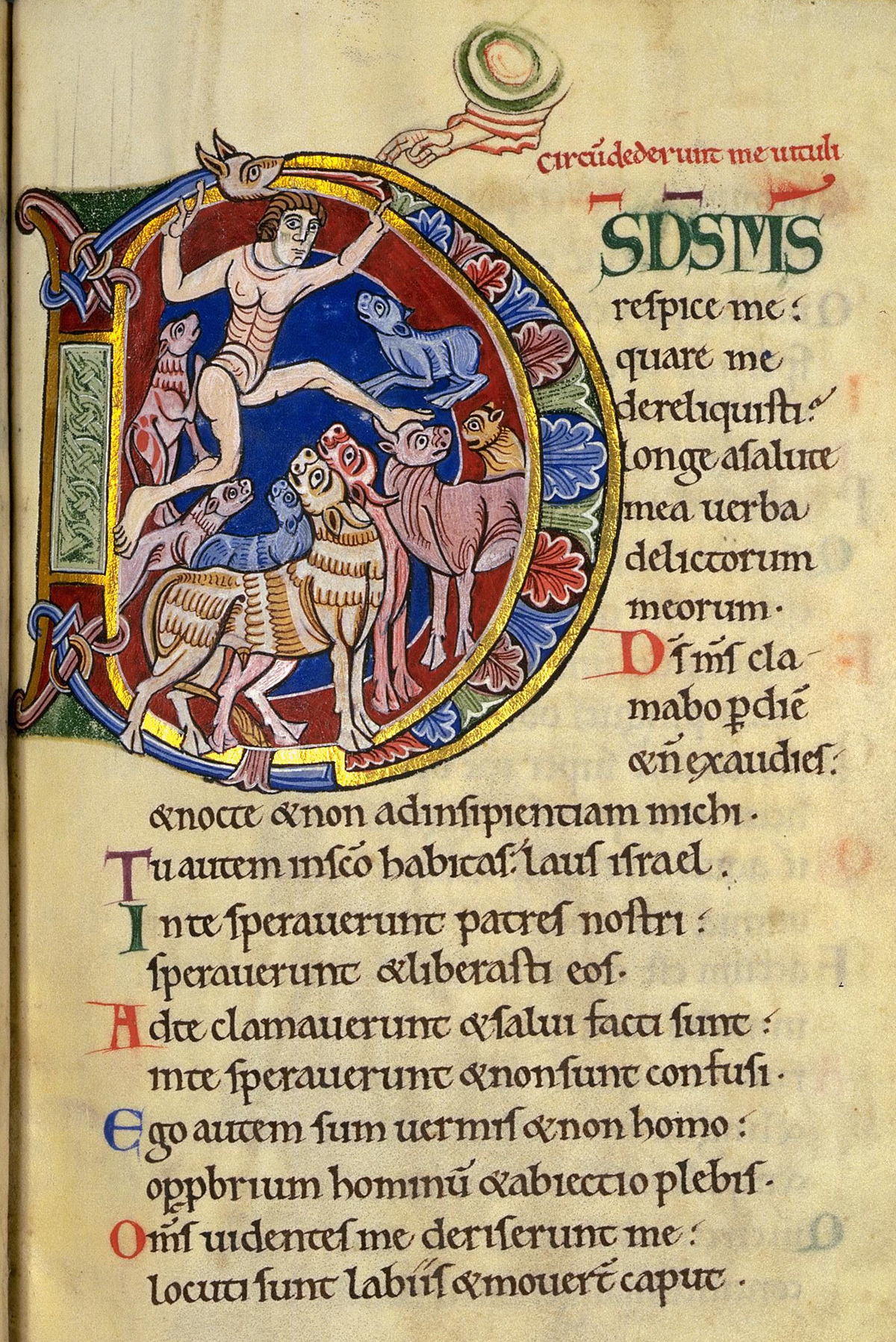
Psalm 22 (21), 1–8 im Albani-Psalter. Die ersten Worte lauten nach der lateinischen Vulgata „Deus, Deus meus“, hier abgekürzt mit „DS DS MS“.

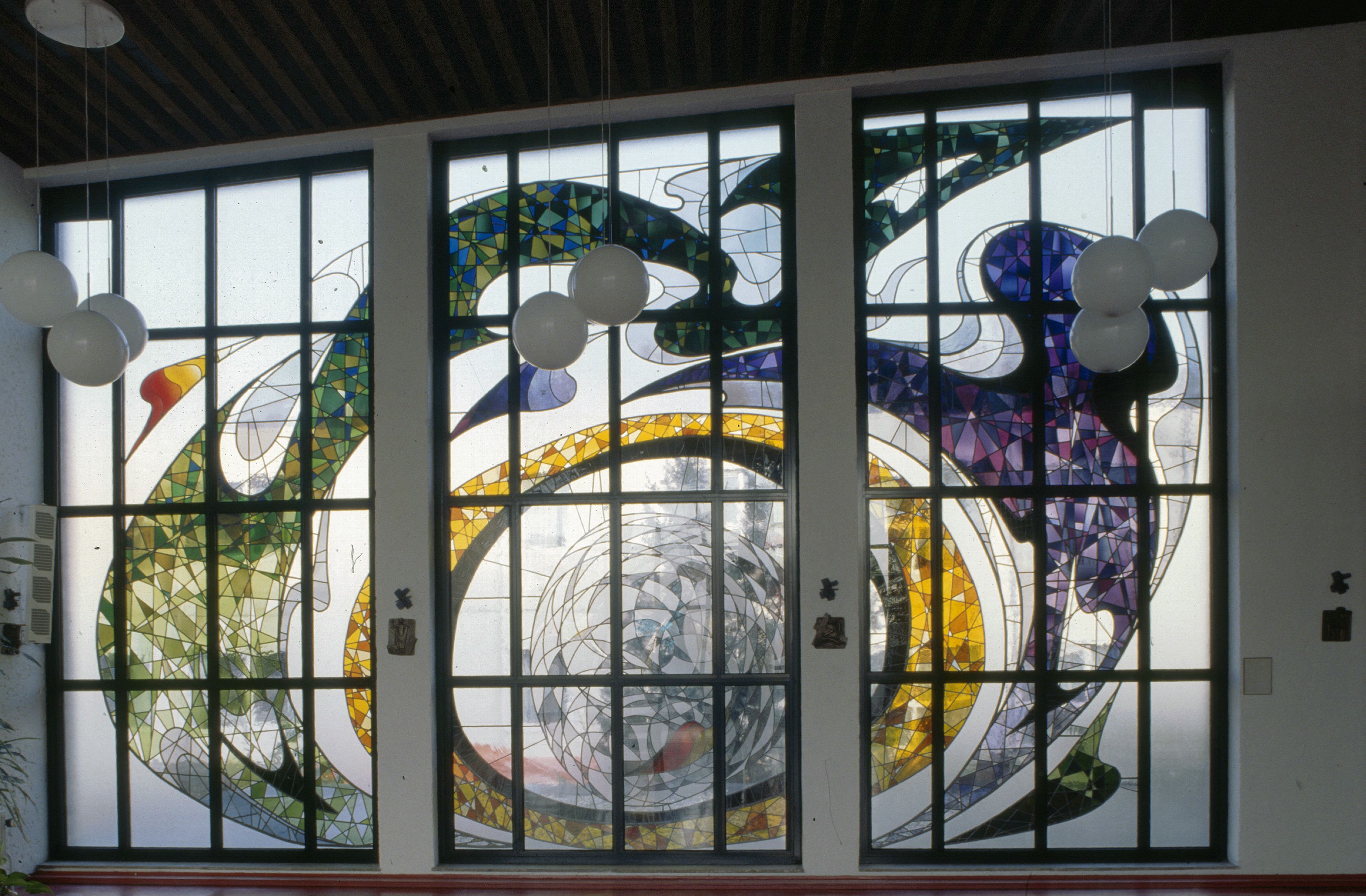
Psalm 22 in einer bildlichen Darstellung in einer Kapelle in Nijmegen

Der Psalm 22  (nach griechischer Zählung der 21.) ist ein Psalm aus dem biblischen Buch der Psalmen. Aufgrund der Überschrift in Ps 22,1 wird der Text zu den Davidpsalmen gezählt. Er besteht aus zwei Teilen und beginnt mit einem Klagegebet zu Gott (1–22), woran sich ein Danklied anschließt (23/24–32).
Der Psalm ist nicht nur im Judentum von Bedeutung, sondern hat vor allem auch im Christentum großes Gewicht, weil sein Anfangsvers „Mein Gott, mein Gott, warum hast du mich verlassen“ (hebräisch אֵלִ֣י אֵ֭לִי לָמָ֣ה עֲזַבְתָּ֑נִי ’eli, ’eli, lama ‘asawtani, Aramäisch אֵלִי אֵלִי לְמָה שְׁבַקְתָּנִי ’eli, ’eli, lema schewaktani oder ܐܹܝܠ ܐܹܝܠ ܠܡܵܢܵܐ ܫܒܲܩܬܵܢܝ ’il, ’il, lmana schwaktan) in der Passion Jesu (Mt 27,46 , Mk 15,34 ) zitiert wird.

## Überschrift
Die Überschrift in Vers 1 liefert vier Informationen zum Psalm: Es handelt sich zunächst um ein מִזְמוֹר (hebr. „mizmor“), ein Lied mit Instrumentalbegleitung, das zur Reihe der „Davidpsalmen“ gehört. Traditionell werden diese dem König David als Autor zugeschrieben. In der exegetischen Wissenschaft wird diese Zuschreibung seit dem 19. Jahrhundert nicht mehr vertreten. Die hebräische Partikel „le“ kann die Bedeutung „von“, „über“, „für“ oder „in der Art von“ haben, so dass unklar bleibt, ob die Davidpsalmen von David stammen oder ihn, bzw. das davidische Königtum lediglich zum Thema haben, oder auch nur auf seine Art der Psalmendichtung Bezug nehmen.
Die Überschrift nennt weiter das Merkmal „für den Chorleiter“. Es handelt sich hier anscheinend um einen Hinweis auf die gottesdienstliche Verwendung des Psalms in der (Tempel-)Liturgie. Die genaue Bedeutung ist jedoch unklar.
Das Lied soll – der traditionellen Auslegung zufolge – mit der Melodie „Hinde der Morgenröte“ gesungen werden, anscheinend eine bekannte Weise, die hier als Vorlage dient. In der neueren Literatur wird jedoch auch die These vertreten, dass „Hinde der Morgenröte“ die kultische Rolle des Priesters bezeichnet, der als menatseach, als Vorsteher des Rituals handelt.

## Historisch-kritische Analyse
In der exegetischen Wissenschaft wird der Psalm weitgehend als nicht aus einem Guss angesehen. Es wird mindestens mit einem Grundpsalm in V. 1–22/23 und einer Erweiterung durch V. 23/24–32 gerechnet. Weitergehende Analysen erkennen auch V. 4–6 als Teil der Erweiterung und nehmen eine dritte redaktionelle Entwicklungsschicht in V. 28–32 an. Die Abgrenzung zwischen den beiden Hauptteilen ist ebenfalls umstritten. So wird V. 23 bisweilen noch zum Grundpsalm gezählt.
Die Entstehung des Grundpsalms (V. 2–22/23) wird in vorexilischer Zeit vermutet. Der zweite Teil ist wegen der bedeutungsvollen Rettung Israels wohl erst in nachexilischer Zeit angefügt worden. Die letzte Bearbeitung (V. 28–32) gehört wegen der universalistischen Perspektive in die hellenistische Epoche vermutlich des ausgehenden 4. Jahrhunderts.

## Deutung
Mit der vorwurfsvollen, klagenden Frage nach dem „Warum“ des Leids (V. 2) ist der 22. Psalm das Dokument tiefster Gottverlassenheit angesichts von Leid und vielfacher Verfolgung durch Feinde. Wegen der Unbestimmtheit der Not trifft der erste Teil des Psalms viele typische Situationen der Verfolgung und ist so zu einem zeitlosen Zeugnis geworden. Die Klage über die Abwesenheit Gottes wird mehrfach durch Lobpreis (V. 4), Vertrauensbekundungen (V. 5–6, 10–11) und Bitten (V. 20–22) unterbrochen.
Der zweite Teil des Psalms stellt den Dank des Beters angesichts seiner Rettung (V. 22) in den Zusammenhang des Volkes Israel (V. 26–27) und erweitert im Lobpreis JHWHs die Perspektive auf die Völker der Welt, die sich vom Handeln Gottes beeindruckt zeigen sollen.
Im Neuen Testament zitiert Jesus den Psalm kurz vor seinem Tod am Kreuz und machte sich damit die Haltung des Psalmenbeters, und, nach jüdischer Tradition, auch den gesamten Inhalt des Psalmes zu eigen. Auch in der größten Todesnot und Verlassenheit bleibt Gott der vertraute Ansprechpartner.
Christologisch wurde diese Stelle als anstößig empfunden, insofern Jesus Christus, der im Christentum eine Gottesperson der Trinität ist, sagen kann, dass Gott ihn verlassen habe. Wie im Psalm ist jedoch die Gottverlassenheit nicht das Ende. Vielmehr folgt hier wie dort die plötzliche und unvermittelte Rettung des Beters durch Gott, im Neuen Testament die Auferstehung Jesu. Die übliche Zweiteilung des Psalms in einen Klageteil (Ps 22,2–22 ) und einen Lob- oder Dankteil (Ps 22,23–32 ) wird daher im Christentum (u. a. von Martin Luther) einerseits im Hinblick auf die Kreuzigung und andererseits auf die Auferstehung gedeutet.

## Literatur

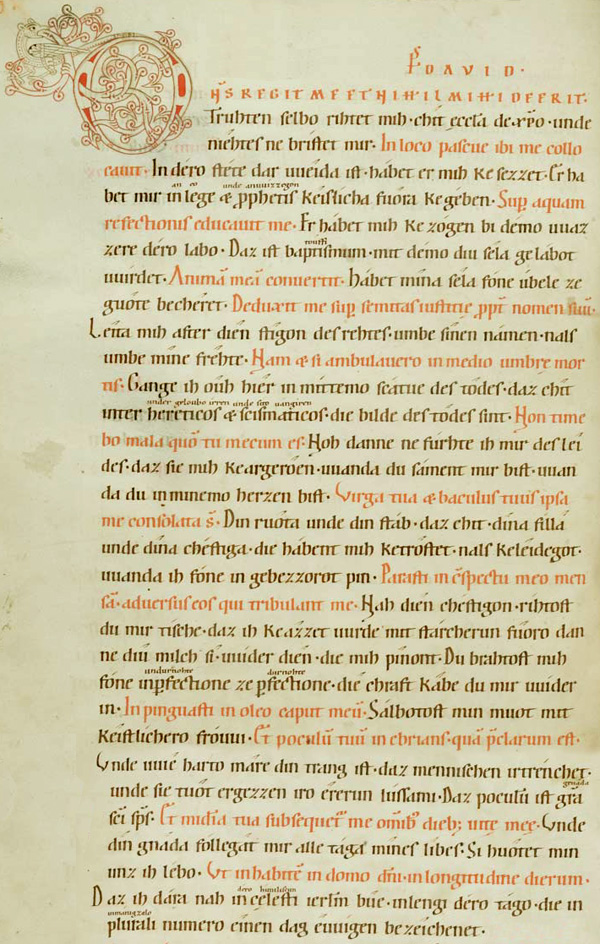
Psalm 22 in der mittelalterlichen Notker-Handschrift: Der Psalmtext auf lateinisch, Kommentare dazu auf althochdeutsch